# Campamento de Aida
El campamento de Aida (en árabe: عايده‎), en ocasiones escrito Ayda o Aydah, es un campo de refugiados palestino situado a 2 kilómetros al norte de Belén y a 1 kilómetro al norte de Beit Jala, en el centro de Cisjordania (Palestina). El campamento de Aida tenía 3.150 habitantes en el último censo de Palestina, llevado a cabo en el año 2007 por la Oficina Central de Estadísticas de Palestina. Por su parte, los datos de UNRWA a mediados de 2019 mostraban una cifra de 5.500 refugiados palestinos registrados en el campamento.
Las situaciones derivadas de la ocupación israelí de Palestina, como la cercanía del muro de separación de Cisjordania o las frecuentes incursiones nocturnas del ejército israelí, suponen un importante problema para el campamento. Por ejemplo, en el año 2014 hubo un refugiado muerto y 281 heridos, de los que 33 eran menores. Ese mismo año, el ejército israelí arrestó a 31 menores del campamento. El comisionado general de UNRWA, Pierre Krähenbülh, comentó que los refugiados del campamento de Aida están "más expuestos a los gases lacrimógenos que cualquier otra población que haya sido estudiada en el mundo".

## Historia

### Creación y ocupación jordana
La negativa árabe a aceptar la resolución 181 de la Asamblea General de las Naciones Unidas el 29 de noviembre de 1947, que establecía la división del antiguo Mandato Británico de Palestina en dos estados, uno árabe (Palestina) y uno judío (Israel), desembocó en la guerra árabe-israelí de 1948. Antes y durante dicha guerra, cientos de miles de palestinos fueron expulsados por o huyeron del avance de las tropas israelíes en lo que se conoció como la Nakba. Tras el armisticio de 1949, Israel no permitió a estos refugiados palestinos volver a sus hogares, con lo que las Naciones Unidas decidieron crear campamentos de refugiados para ellos en Jordania, Siria y Líbano, así como en Cisjordania (que quedó bajo ocupación militar jordana) y la Franja de Gaza (ocupada por Egipto), hasta que se encontrase una solución permanente para estos refugiados. Para tal fin se creó la Agencia de Naciones Unidas para los Refugiados de Palestina en Oriente Próximo, más conocida por sus siglas inglesas, UNRWA.
El campamento de Aida se creó en 1950 sobre terrenos municipales de Belén, Beit Jala y Jerusalén cedidos a UNRWA por las autoridades jordanas, que por aquel entonces ocupaban Cisjordania. Sus habitantes provienen de localidades alrededor de Jerusalén y al oeste de Hebrón. Recibió su nombre de una famosa cafetería (maqhah) ubicada en el lugar a inicios de 1940 y se ubicó sobre 66 dunams (0,066 kilómetros cuadrados) de superficie cedida por Jordania.

### Ocupación israelí
Desde la guerra de los Seis Días en 1967, el campamento de Aida y el resto de Cisjordania han permanecido bajo ocupación israelí. La construcción de los asentamientos (ilegales según el derecho internacional) de Har Homa y Gilo en las cercanías del campamento, así como la constante presencia militar israelí y la proximidad del puesto de control ubicado entre Jerusalén y Belén, han generado en el campamento una serie de problemas entre los que se cuentan las frecuentes incursiones del ejército israelí y los enfrentamientos entre jóvenes palestinos (muchas veces niños) y fuerzas israelíes.
Tras la firma de los Acuerdos de Oslo, gran parte del campamento quedó enmarcado en la denominada Área A (de control administrativo y policial palestino), aunque algunas zonas de la periferia se encuentran en el Área C (de control administrativo y militar israelí). La construcción del muro israelí de separación ha supuesto un importante deterioro en las posibilidades laborales de los refugiados de Aida, que tienen muy difícil acceder a puestos de trabajo en Israel o en Jerusalén Este. El muro también ha separado al campamento de los tradicionales lugares naturales de recreo, por lo que se han tenido que construir nuevas zonas de entretenimiento en el interior del propio campamento.
Poco después del estallido de la Segunda Intifada, el 16 de octubre del año 2000, un niño de 14 años del campamento (Muayad Ousamah 'Ali Jawarish) murió por el impacto de una bala de plomo recubierta de goma lanzada por un policía israelí. Iba de camino a la escuela. El 4 de diciembre de ese mismo año, helicópteros de combate israelíes bombardearon una casa del campamento desde la que afirmaban que se disparaba contra soldados apostados en la Tumba de Raquel. A finales de agosto de 2001, el ejército israelí lanzó un misil contra un edificio del campamento de Aida e hirió a 10 de sus habitantes, dos de ellos de gravedad. El 19 de octubre de 2001, 'Abd al-Qader Jamil Abu Srur, de 25 años, murió abatido por soldados israelíes en la escalera de la casa de su primo. Al día siguiente las tropas israelíes mataron en su propia casa a 'Aishah Mahmoud 'Abd al-Fatah 'Odeh, una mujer de 39 años del campamento, mientras que cinco días después, el 25 de octubre de 2001, un francotirador israelí mataba a Salameh Hamdan, de 39 años, cuando se encontraba en el interior de su domicilio. Dos militantes palestinos de 35 y 42 años naturales del campamento de Aida murieron el 8 de marzo de 2002 durante una operación del ejército israelí en la cercana ciudad de Belén. Esta operación dejó también ocho civiles palestinos muertos, entre ellos Huda Isma'il al-Khawajah, de 36 años y refugiada del campamento. El 10 de enero de 2003, un joven de la localidad llamado Tareq Mahmoud 'Abd al-Qader Jadu (de tan solo 20 años de edad) murió abatido por soldados israelíes que disparaban contra manifestantes que arrojaban piedras y cócteles molotov.
Una niña de 11 años llamada Christine George S'adeh murió acribillada por una unidad encubierta israelí el 25 de marzo de 2003 en la ciudad de Belén. En esa misma operación murió también 'Alaa Iyad, de 24 años y también refugiada del campamento. El 2 de febrero de 2004, tropas israelíes se adentraron en el campamento de Aida e intentaron arrestar a Muhammad Mahmoud 'Abd al-Fatah Abu 'Odeh, de 35 años. Este se resistió y murió por disparos de los soldados durante el tiroteo resultante. Inmediatamente después, el ejército israelí demolió la casa de su familia en el campamento.
Durante su visita a Oriente Próximo (Israel, Jordania y Palestina), el Papa Benedicto XVI visitó el campo de refugiados en mayo de 2009. Allí recordó que los refugiados viven en "condiciones precarias y difíciles" y que "es trágico ver que se siguen levantando muros". A diferencia de la postura de los refugiados en otros campamentos de refugiados de Palestina, como por ejemplo los del campamento de Yenín, los refugiados en Aida ejercen la protesta no violenta contra la ocupación Israelí.
El 18 de enero de 2013, durante un enfrentamiento entre jóvenes del campamento y militares de una torre de vigilancia, un soldado israelí disparó en la cabeza a Saleh Ahmad Sa'id al-'Amarin, de 15 años. Murió cinco días después a consecuencia de las heridas. 'Abd a-Rahman Shadi Khalil 'Obeidallh, de 13 años, murió por el disparo de un francotirador israelí el 5 de octubre de 2015. El soldado que lo mató declaró que había fallado el tiro, a pesar de que estaba usando un rifle con mira a distancia, era mediodía y el niño estaba a tan solo 200 metros de distancia. La bala que mató a Abd a-Rahman, del calibre 0,22, es usada regularmente por el ejército israelí contra manifestantes palestinos en Cisjordania y en la Franja de Gaza.

## Geografía
Contiguo a la tumba de Raquel, está separado de Jerusalén por la barrera israelí de Cisjordania y linda con los asentamientos israelíes de Har Homa y Gilo. En la puerta de entrada del campamento se puede observar una enorme "llave de regreso" que simboliza las esperanzas del pueblo palestino de volver algún día a lo que fueron sus hogares en la actual Israel. En el muro de separación hay un extenso grafiti con las palabras Gernika 1936 – Palestina 1948. Otro grafiti del campamento muestra, escritos en blanco sobre fondo negro, los nombres de los más de 500 niños palestinos muertos por los bombardeos israelíes en la guerra de Gaza de 2014. Al Rowwad Cultural y el Centro de Formación de Teatro están ubicados en el campamento. El Hotel Intercontiental, de cuatro estrellas, se encuentra en las proximidades del campamento.

## Educación
En el campamento de Aida solamente hay una escuela de educación primaria gestionada por UNRWA, a la que asisten unos 400 alumnos del campamento. Además, otros niños y niñas refugiados van al colegio de Beit Jala, también gestionado por UNRWA, con más de 1.200 alumnos matriculados. Las escuelas ofrecen clases de refuerzo los sábados para las asignaturas de árabe y matemáticas. La escuela del campamento de Aida se encuentra junto al muro de separación y a una torre de vigilancia del ejército israelí, por lo que se suelen encontrar granadas de gases lacrimógenos y casquillos de bala en el patio de la escuela.

## Sanidad
No hay centros de salud en el campamento de Aida, por lo que los refugiados acuden al hospital de Beit Jala, a un kilómetro de distancia. Este centro de salud provee a los habitantes del campamento de atención reproductiva, pediatría, vacunación, chequeos y tratamiento para enfermedades tanto contagiosas como no contagiosas, así como tratamiento psicológico. Un dentista visita el centro médico dos días a la semana. Aunque se han hecho progresos últimamente en este aspecto, el número de consultas atendidas por cada doctor sigue siendo muy alto.

## Asistencia humanitaria
UNRWA proporciona lotes de comida a 375 familias pobres del campamento (aproximadamente el 7% del total), así como contratos de trabajo de tres meses de duración por el que los refugiados reciben un sueldo a cambio de mejorar las instalaciones y las infraestructuras de Aida.